# Bruce Banner (Marvel Cinematic Universe)
Bruce Banner è un personaggio interpretato originariamente da Edward Norton e successivamente da Mark Ruffalo nel media franchise del Marvel Cinematic Universe (MCU), basato sull'omonimo personaggio di Marvel Comics, e noto anche con il suo alter ego, Hulk. Banner è raffigurato come un geniale fisico che dopo un esperimento fallito per replicare il programma del super soldato usando le radiazioni gamma, si trasforma in una grande creatura muscolosa con la pelle verde ogni volta che la sua frequenza cardiaca supera i 200 battiti al minuto o quando affronta un pericolo mortale. Come Hulk, possiede abilità sovrumane tra cui maggiore forza e resistenza. Nel corso del tempo, Banner dimostra una crescente capacità di controllare la trasformazione e diventa un membro fondatore degli Avengers. In seguito al conflitto con Ultron, Banner viene involontariamente trasportato a Sakaar, dove rimane Hulk per un certo numero di anni fino a quando alla fine torna sulla Terra per partecipare alla battaglia contro Thanos.
Il personaggio è stato generalmente ben accolto da critica e pubblico, sebbene il recast di Norton e la caratterizzazione incoerente degli ultimi film abbiano generato qualche critica.

## Biografia del personaggio

### Primi anni
Nato il 18 dicembre 1968 in Ohio, Bruce Banner è un rinomato scienziato, fisico e medico con sette dottorati di ricerca, esperto in particolar modo nel campo delle radiazioni gamma. Durante la sua infanzia ha un rapporto freddo con suo padre, ritenendo di non averlo mai impressionato nonostante i suoi successi. Al college si fidanza con la compagna Betty Ross, iniziando a insegnare con lei alla Culver University in Virginia. Banner collabora con Betty e il padre di quest'ultima, il generale Thaddeus Ross, per realizzare un esperimento volto a rendere gli esseri umani immuni alle radiazioni gamma come tentativo di ricreare il programma dei supersoldati risalente alla seconda guerra mondiale. L'esperimento non va a buon fine e l'esposizione alle radiazioni porta Bruce a essere trasformato in un rissoso gigante verde, noto in seguito come Hulk, che distrugge il laboratorio, uccidendo tre persone e ferendone parecchie, tra cui Betty e suo padre. L'accaduto porta Banner a darsi alla macchia per sfuggire ai militari statunitensi, che intendono catturarlo per sfruttare Hulk come arma.

### La fuga
Cinque anni dopo, nel 2011, Banner lavora in una fabbrica di imbottigliamento di bibite a Rocinha, Rio de Janeiro, mentre cerca una cura per la sua condizione, collaborando su Internet con un collega che conosce solo con lo pseudonimo di "Mr. Blue". Dal momento che si trasforma in Hulk quando supera i 200 battiti cardiaci al minuto, Bruce ha appreso delle tecniche di yoga per mantenere il controllo della sua attività cardiaca anche sotto stress ed è riuscito a non trasformarsi per cinque mesi. Un giorno, sul lavoro, Banner si taglia un dito e una goccia del suo sangue cade in una bottiglia, venendo poi ingerita da un anziano consumatore a Milwaukee, nel Wisconsin, provocandogli una malattia da radiazioni gamma. Ross rintraccia Banner, inviando una squadra di forze speciali guidata dal Royal Marine britannico di origine russa Emil Blonsky per catturarlo. Banner si trasforma in Hulk e sconfigge la squadra di Blonsky, il quale in seguito accetta di farsi iniettare un siero simile a quello a cui si era sottoposto Banner, che gli conferisce maggiore velocità, forza, agilità e ripresa, ma inizia anche a deformare il suo scheletro e a compromettere la sua mente.
Banner torna alla Culver University e si riunisce con Betty, ma viene attaccato una seconda volta dalle forze di Ross e Blonsky, trasformandosi nuovamente in Hulk e apparentemente uccidendo Blonsky, per poi fuggire con Betty. Dopo che Hulk è tornato Banner, lui e Betty scappano e Banner contatta Mr. Blue, che li esorta a incontrarlo a New York. Blue si rivela essere il biologo cellulare Samuel Sterns, che ha sviluppato un possibile antidoto alle condizioni di Banner. Dopo un test riuscito, avverte Banner che l'antidoto può solo invertire ogni singola trasformazione. Sterns rivela inoltre di aver sintetizzato i campioni di sangue di Banner (inviategli da Bruce stesso mentre era in Brasile) in una grande scorta, con l'intenzione di applicare il suo "potenziale illimitato" alla medicina. Temendo che il potere di Hulk cada nelle mani dei militari, Banner vorrebbe distruggere il suo sangue, ma subito dopo viene catturato dalle autorità e Blonsky chiede a Sterns di iniettargli il sangue di Banner, trasformandosi in Abominio e scatenandosi ad Harlem. Rendendosi conto che solo Hulk può fermare Blonsky, Banner salta dall'elicottero di Ross e si trasforma in Hulk. Dopo un lungo e brutale scontro, Hulk sconfigge Blonsky e fugge. Banner termina quindi la sua relazione con Betty, rendendosi conto che sarebbe un pericolo troppo grande per lei. Un mese dopo, a Bella Coola, Columbia Britannica, Banner si trasforma con successo in modo controllato.

### Gli Avengers
Nel 2012, Banner lavora come medico a Calcutta quando viene avvicinato dall'agente dello S.H.I.E.L.D. Natasha Romanoff, che lo recluta per aiutarla a rintracciare il Tesseract attraverso le sue emissioni di radiazioni gamma, in quanto Bruce è un esperto in materia. Insieme a Romanoff, Banner viene presentato a Steve Rogers, Tony Stark e al direttore dello S.H.I.E.L.D. Nick Fury. Il gruppo si ritrova sul Quinjet dello S.H.I.E.L.D., dove tengono prigioniero Loki, e vengono raggiunti dall'asgardiano Thor, fratello di Loki; tuttavia, alcuni agenti tra cui Clint Barton (controllato mentalmente da Loki) attaccano il velivolo, portando Banner a trasformarsi in Hulk. Hulk attacca e quasi uccide Romanoff, finché Thor non interviene e cerca di contenere la furia del mostro, il quale cade dal Quinjet. Bruce si risveglia incolume e si dirige a New York City, dove Loki ha dato inizio a un'invasione con il suo esercito di Chitauri; Bruce si ricongiunge con i compagni e assume in modo controllato la forma di Hulk, diventando un membro fondatore degli Avengers. Nella battaglia sconfigge da solo Loki sbattendolo aggressivamente al suolo e salva Stark prima che possa schiantarsi a terra dopo aver distrutto la madre nave dei Chitauri.
Dopo la battaglia di New York, Banner stringe una forte amicizia con Stark e lavora a stretto contatto con lui, chiedendogli di costruire un'armatura anti-Hulk per fermarlo nel caso in cui perdesse il controllo e si scatenasse. Nel 2013, Stark si confida con Bruce riguardo all'avventura da lui vissuta per fermare Aldrich Killian, finendo solo per annoiarlo.
Nel 2015, Banner e gli Avengers fanno irruzione in una struttura dell'Hydra a Sokovia e recuperano lo scettro magico di Loki. Alla Torre degli Avengers, Stark e Banner scoprono un'intelligenza artificiale all'interno della Gemma dello scettro e decidono segretamente di usarla per completare il programma di difesa globale "Ultron" di Stark. Al termine di una festa organizzata della squadra, Ultron diventa senziente e attacca gli Avengers, prima di scappare. A Johannesburg il gruppo cerca di fermare Ultron, ma Wanda Maximoff crea visioni inquietanti per sottomettere Rogers, Romanoff, Thor e Banner, scatenando Hulk in città, finché Stark non lo ferma con l'armatura Hulkbuster. Gli Avengers si rifugiano a casa di Barton per riprendersi e, nel mentre, Bruce e Natasha sviluppano un'attrazione reciproca. Fury raggiunge la squadra e la sprona a organizzarsi per fermare Ultron, quindi il gruppo riesce a recuperare il corpo in vibranio che Ultron sta progettando per sé, sebbene Romanoff venga catturata. Bruce e Stark lavorano sul corpo in vibranio per caricarci sopra J.A.R.V.I.S., incontrando l'opposizione degli altri Avengers finché Thor non dà vita al corpo dando vita a Visione, il quale si rivela un loro alleato. La squadra si dirige a Sokovia, dove Ultron sta per scatenare il suo attacco di distruzione globale, ma Banner medita di fuggire con Natasha per iniziare una nuova vita insieme. Romanoff lo spinge a trasformarsi in Hulk e a partecipare alla battaglia contro Ultron, al termine della quale Hulk decide di lasciare la Terra su un Quinjet.

### Sakaar e Ragnarok
Il Quinjet a bordo del quale si trova Hulk si schianta sul pianeta Sakaar e Hulk diventa uno dei gladiatori del Gran Maestro, sovrano del posto, combattendo come suo combattente contro altri concorrenti in un'arena. Ottiene in breve tempo una grande popolarità per la sua bravura, venendo acclamato dal popolo di Sakaar e diventando il campione prediletto del Gran Maestro.
Nel 2017, in seguito alla morte di Odino e all'arrivo di Hela, arrivano su Sakaar anche Thor e Loki. Thor viene catturato da Valchiria e inviato come gladiatore a combattere contro Hulk, riuscendo a sconfiggerlo, ma perde l'incontro per il sabotaggio del Gran Maestro, che vuole mantenere la schiavitù di entrambi. Thor convince Hulk a scappare dal pianeta per salvare Asgard dal Ragnarok, riuscendo a far tornare Bruce mostrandogli una ripresa di Romanoff. Banner resta scioccato nell'apprendere di essere rimasto Hulk per due anni e teme che, a un'eventuale nuova trasformazione, potrebbe non riuscire più a tornare in forma umana. Thor e Bruce fuggono da Sakaar con Loki e Valchiria, dopodiché vanno a combattere Hela per mettere in salvo gli asgardiani. Nello scontro, Bruce decide di tornare a essere Hulk per contribuire allo scontro. Con lo scatenarsi del Ragnarok e la distruzione di Asgard, Hulk accompagna Thor, Valchiria, Loki e gli asgardiani verso la Terra tramite una navicella spaziale.

### La guerra dell'infinito
Nel 2018, Thanos e il suo Ordine Nero assaltano la navicella spaziale degli asgardiani con l'intento di recuperare la Gemma dello spazio. Metà degli asgardiani vengono trucidati e Hulk cerca di combattere Thanos, venendo però facilmente sconfitto. Heimdall richiama il Bifrost per mettere in salvo Hulk rimandandolo sulla Terra, mentre lui e Loki sono uccisi e Thor viene disperso nello spazio. Tornato in forma umana, Banner si schianta al Sanctum Sanctorum dove incontra il dottor Stephen Strange e Wong, avvertendoli della minaccia di Thanos. I tre contattano Stark e gli spiegano la situazione, al che Bruce apprende che gli Avengers si sono separati. In quel momento, a New York sopraggiungono Fauce d'Ebano e Astro Nero, in cerca della Gemma del tempo in possesso di Strange; Banner prova a trasformarsi in Hulk, ma quest'ultimo rifiuta di palesarsi in quanto ancora scosso dalla sconfitta subita. Stark vola nello spazio per salvare il rapito Strange, mentre Bruce contatta gli Avengers e si riunisce con James Rhodes, Romanoff, Sam Wilson, Maximoff e Visione. Il gruppo va in Wakanda per cercare di estrarre la Gemma della mente da Visione e distruggerla in sicurezza, ma con l'attacco dell'Ordine Nero sono costretti a difendersi; Bruce combatte all'interno dell'Hulkbuster di Stark, riuscendo a sconfiggere Astro Nero. Assiste all'arrivo in Wakanda di Thor, Rocket e Groot. Successivamente tenta di fermare Thanos quando arriva, ma viene facilmente sconfitto e immobilizzato nella roccia, assistendo impotente all'avvenire del Blip, al quale sopravvive.
In seguito, gli Avengers superstiti tornano alla loro base e vengono contattati da Carol Danvers, chiamata da Fury prima di scomparire. Danvers riporta sulla Terra Stark e Nebula, poi la squadra raggiunge Thanos per cercare di recuperare le Gemme e riportare in vita i morti, salvo scoprire che le ha distrutte. Thor uccide quindi Thanos in un impeto d'ira.

### Forma Smart Hulk

#### La fusione e l'inversione del Blip
Tra il 2018 e il 2023, Banner si isola in un remoto laboratorio in una casa su una spiaggia in Messico costruita insieme a Stark e si sottopone a diverse sperimentazioni gamma, riuscendo a fondere le sue due personalità, ottenendo il corpo di Hulk e la mente e la voce di Banner. Nel 2023, incontra Rogers, Romanoff e Scott Lang, i quali gli suggeriscono di sfruttare il regno quantico per viaggiare nel tempo, così da recuperare le Gemme dell'infinito e riportare in vita i blippati. I primi tentativi si rivelano infruttuosi, finché Stark non si unisce a loro. Bruce si reca con Rocket a Nuova Asgard per reclutare Thor, ubriaco e depresso dopo le perdite subite, e lo sprona a unirsi agli Avengers per il viaggio nel tempo. Bruce torna al 2012 per raggiungere l'Antico e ottenere la Gemma del tempo; nonostante il suo iniziare rifiuto, l'Antico accetta a patto che poi Banner riporti indietro le Gemme al loro tempo.
Tornati al presente, gli Avengers apprendono con dolore della morte di Natasha, sacrificatasi per recuperare la Gemma dell'anima. Bruce, Stark e Rocket riescono a riunire le Gemme in un guanto apposito ed è Bruce a offrirsi volontario per usarle, essendo l'unico abbastanza resistente alle radiazioni gamma emesse. Banner riesce a riportare in vita i blippati, sebbene il suo braccio resti gravemente ferito; subito dopo, la base degli Avengers subisce un assalto da parte di versioni del 2014 di Thanos, Nebula e dell'Ordine Nero che hanno scoperto i loro piani e sono riusciti a risalire al presente. La struttura viene bombardata, intrappolando Bruce, Rocket e Rhodes sotto le macerie, finché non vengono salvati da Lang. Banner partecipa allo scontro finale che si conclude quando Stark si sacrifica usando le Gemme dell'infinito per far dissolvere gli avversari. Bruce partecipa al funerale di Tony e prepara un nuovo portale quantistico attraverso il quale Rogers viaggia indietro nel tempo per riportare le Gemme del tempo al loro periodo originale.

#### L'incontro con Shang-Chi e l'addestramento di Jennifer Walters
Entro il 2024, Bruce crea un dispositivo per curare il suo braccio che gli inibisce i poteri da Hulk per consentirgli di mantenere la forma umana. Quando Shang-Chi eredita i Dieci Anelli da suo padre, Wenwu, Wong lo contatta e chiama Banner e Danvers attraverso un ologramma per mostrarglieli, accorgendosi che gli anelli inviano un misterioso segnale. Bruce accetta di approfondire la questione e dà il benvenuto nel mondo degli eroi a Shang-Chi e a Katy.
Successivamente, mentre Bruce è in viaggio in auto con la sua cugina avvocatessa Jennifer Walters, i due vengono intercettati da una nave sakaariana che deve trasmettere un messaggio e, nell'incidente che ne segue, restano feriti; il sangue di Banner entra in una ferita di Jennifer, portando quest'ultima ad assumere i poteri di Hulk. Bruce la porta nel suo rifugio in Messico per aiutarla a mantenere il controllo, ma scopre che, al suo contrario, Jennifer riesce a controllare le sue trasformazioni. Dopo un breve litigio, Walters decide di tornare alla sua carriera legale e Banner acconsente. Indagando sul messaggio della navicella sakaariana, Bruce va nello spazio; mentre è lì, riceve una chiamata da Jennifer e la incoraggia a rappresentare legalmente Emil Blonsky per permettergli di uscire dal carcere, rassicurandola del fatto che ormai hanno fatto ammenda per il loro scontro passato.
Successivamente, Bruce fa ritorno sulla Terra rivelando di aver avuto un figlio, Skaar, che presenta alla sua famiglia e a Matt Murdock.

## Versioni alternative

### What If...?
Diverse versioni alternative di Banner presenti nel multiverso appaiono nella serie animata What if...?, doppiate in originale sempre da Mark Ruffalo.
- In un 2011 alternativo, mentre è in fuga da Ross nascondendosi alla Culver University, Banner viene trovato da Romanoff, giunta lì per consultare Betty Ross riguardo alla morte dei candidati al progetto Vendicatori. I tre vengono circondati dall'esercito e Bruce si trasforma in Hulk dopo essere stato colpito da un proiettile. Mentre combatte, all'improvviso Hulk si gonfia ed esplode per ragioni inspiegabili; successivamente si scopre che è stato ucciso da Hank Pym con la tuta del Calabrone, il quale gli ha fatto ingrossare anormalmente il cuore con le particelle Pym per eliminarlo, in quanto candidato al progetto Vendicatori.
- In un 2018 alternativo, Banner arriva sulla Terra tramite il Bifrost per avvertire tutti dell'imminente minaccia di Thanos, ma apprende che gran parte della popolazione è stata contagiata da un'epidemia proveniente dal regno quantico che tramuta le persone in zombi. Bruce viene salvato dagli zombificati Stark, Strange e Wong da Peter Parker e Hope van Dyne, entrando in un gruppo di eroi superstiti in cerca di una cura. La squadra rintraccia Visione, la cui Gemma della Mente potrebbe essere usata per guarire le persone, ma scopre che Visione sta attirando le persone per nutrire la zombificata Maximoff, impossibilitata a curare per in quanto troppo potente. Bruce finisce per rimanere indietro, trasformandosi in Hulk per contrastare Wanda dando il tempo ai compagni di fuggire in Wakanda.
- In un 2015 alternativo, Bruce viene ucciso da Ultron insieme a Stark, Rogers e Thor, in quanto l'intelligenza artificiale riesce a caricare la sua coscienza nel corpo in vibranio, per poi sterminare il resto della popolazione universale.

### Deadpool & Wolverine(2024)
Nel film Deadpool & Wolverine (2024) compare una variante di Hulk che combatte contro Wolverine, me viene però interrotto dal Deadpool di Terra-10005 in cerca di una variante di Logan che possa sostituire il suo ormai defunto nella sua linea temporale.

## Caratterizzazione
Per L'incredibile Hulk, Louis Leterrier affermò che la riscrittura della sceneggiatura da parte di Edward Norton "ha dato alla storia di Bruce una vera gravità", spiegando che "solo perché stiamo girando un film di supereroi non deve piacere solo ai ragazzini di tredici anni. Ed e io vediamo entrambi i supereroi come i nuovi dei greci". Nel riprendere il personaggio in The Avengers, Mark Ruffalo disse: "È un ragazzo alle prese con due lati di se stesso, l'oscurità e la luce, e tutto ciò che fa nella sua vita è filtrato da problemi di controllo. Sono cresciuto con la serie TV di Bill Bixby, che ho pensato fosse un modo davvero sfumato e umano di guardare a Hulk. Mi piace che la parte abbia quelle qualità". Per quanto riguarda il ruolo di Hulk nella squadra, Ruffalo disse: "È come il compagno di squadra che nessuno di loro è sicuro di volere nella propria squadra. È una mina vagante. È come, basta lanciare una granata nel mezzo del gruppo e speriamo che vada bene!".
Riguardo ad Age of Ultron, Ruffalo dichiarò che il suo personaggio era cresciuto rispetto al film precedente ed era "un po' più complesso", con un confronto in preparazione tra Banner e Hulk: "Sta accadendo una cosa molto interessante: Hulk ha la stessa paura di Banner perché Banner ha paura di Hulk... e in qualche modo devono riconciliarsi tra loro". Durante le riprese a Londra, Ruffalo disse che Whedon non gli aveva ancora fornito nessuna delle battute di Hulk. Whedon in seguito spiegò che scriveva spontaneamente il dialogo di Hulk, dicendo: "Ciò che rende Hulk così difficile da scrivere è che stai fingendo che sia un lupo mannaro quando è un supereroe. Lo vuoi al contrario... Quindi la domanda è, come è progredito? Come possiamo apportare cambiamenti a ciò che fa Hulk? E non è solo nella sceneggiatura, è momento per momento". Quando il personaggio appare in Thor: Ragnarok , sono passati due anni da Age of Ultron , e Hulk è diventato un gladiatore di successo e popolare su Sakaar, avendo soppresso il lato Banner in quegli anni. Sta formando il vocabolario "di un bambino", con il livello del discorso di Hulk che era fonte di "una grande conversazione" tra il regista Taika Waititi e la Marvel perché prendeva in considerazione le future apparizioni del personaggio: Ragnarok inizia un arco narrativo per il personaggio che continua in Avengers: Infinity War (2018) e Avengers: Endgame (2019). Ruffalo sentiva che Hulk era "spavaldo" nel film, ed era "molto più caratterizzato rispetto alla macchina della rabbia verde" vista nei primi due film degli Avengers.
Hulk appare brevemente solo all'inizio di Infinity War, con Bruce Banner che trascorre il film cercando di reintegrarsi negli Avengers e di "far capire a tutti quanto sia pericoloso Thanos". Joe Russo sentiva che il rifiuto di Hulk di apparire per gran parte del film era solo in parte perché era spaventato, ma anche perché si rendeva conto che "Banner vuole Hulk solo per combattere. Penso che ne abbia abbastanza di salvare il culo a Banner". Russo ha aggiunto che questo "riflette davvero il viaggio da Ragnarok ... [dove] questi due personaggi sono costantemente in conflitto tra loro per il controllo". La differenza tra Hulk e Banner dovrebbe essere mostrata come "inizia a sfocarsi un po'". Ruffalo affermò che, in Infinity War, Hulk ha la capacità mentale di un bambino di cinque anni. Nonostante la mancanza di ulteriori film indipendenti, "Bruce e Hulk sono riusciti a tirare fuori un arco narrativo nei sei anni successivi a The Avengers ", con Thor: Ragnarok e Infinity War che evidenziano una battaglia in corso per il controllo di quale personaggio sarà dominante, dilemma che avrebbe dovuto essere risolto in Avengers: Endgame. In Avengers: Endgame, viene mostrato che le personalità di Bruce Banner e Hulk si sono riconciliate e si sono fuse nel Professor Hulk, che ha la forza di Hulk ma l'intelligenza di Bruce Banner.

### Effetti speciali

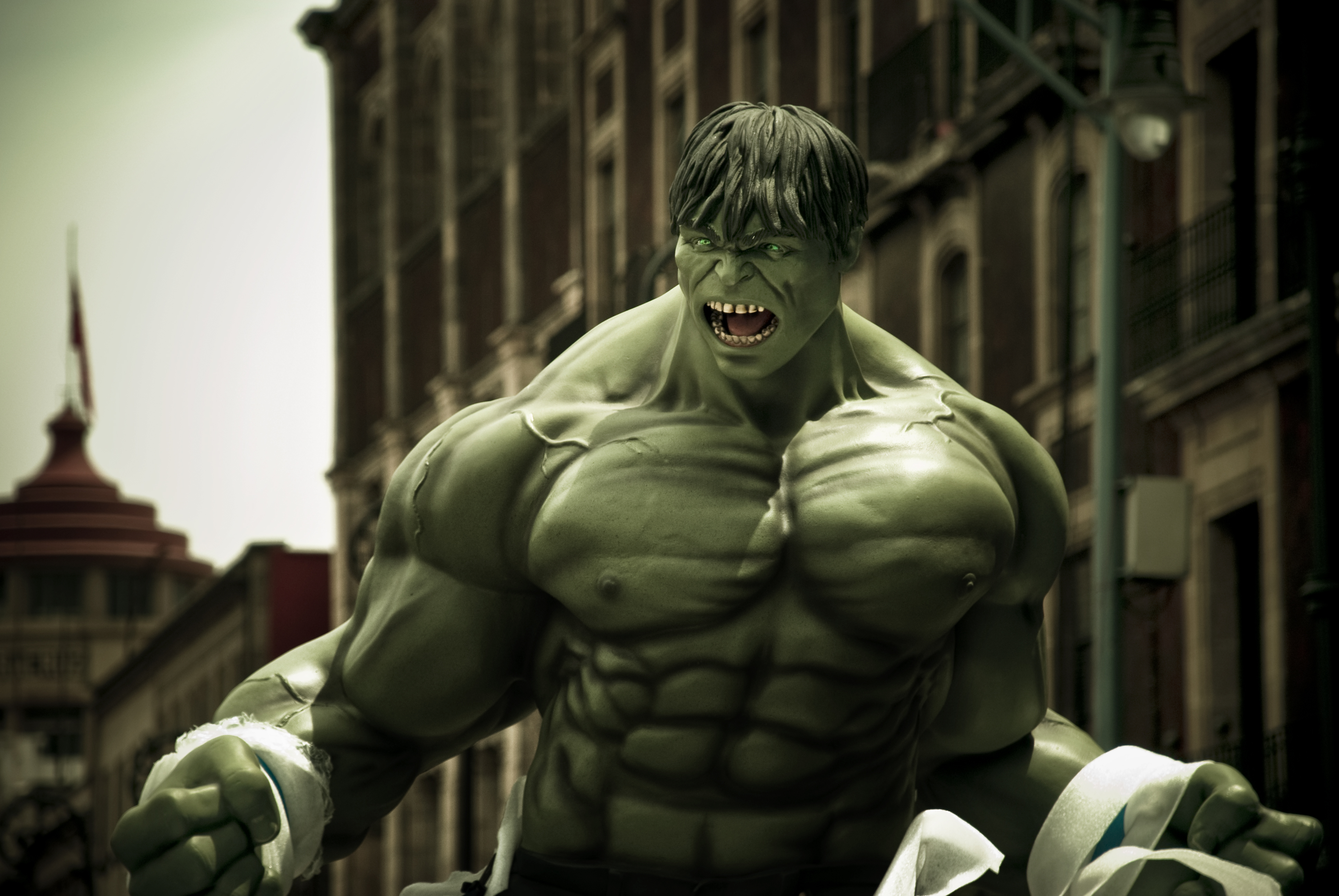
Scultura rappresentante l'Hulk apparso nel film L'incredibile Hulk

Durante le riprese di L'incredibile Hulk, Leterrier ha citato i ritratti in motion capture di Gollum e King Kong di Andy Serkis rispettivamente ne Il Signore degli Anelli e King Kong come gli standard a cui mirava. Norton e Roth hanno filmato 2500 riprese di diversi movimenti che i mostri avrebbero fatto (come gli "applausi-tuono" di Hulk). La pittura facciale fosforescente applicata ai volti degli attori e l'illuminazione stroboscopica hanno aiutato a registrare i manierismi più sottili nel computer. Altri attori tra cui Cyril Raffaelli hanno fornito il motion capture per acrobazie e combattimenti, dopo che gli attori principali avevano fatto riferimenti video. Leterrier ha assunto i Rhythm and Hues Studios per fornire la CGI, piuttosto che la Industrial Light & Magic (ILM) che ha creato gli effetti visivi per Hulk di Ang Lee. La società di effetti visivi, Image Engine, ha trascorso più di un anno a lavorare su una ripresa in cui il sangue irradiato dai raggi gamma di Banner cade attraverso tre piani di fabbrica in una bottiglia. In totale sono state create 700 riprese con effetti speciali. La motion capture ha aiutato nel posizionamento e nel tempismo dei movimenti, ma l'animazione complessiva dei fotogrammi chiave di Rhythm and Hues ha fornito la necessaria "finezza [e] qualità da supereroe".
L'artwork del fumetto di Hulk di Dale Keown è stato un'ispirazione per il suo design. Leterrier sentiva che il primo Hulk aveva "troppo grasso [e] le proporzioni erano un po' fuori posto". Ha spiegato: "Hulk è più che perfetto, quindi ci sono zero grammi di grasso, ha un corpo interamente cesellato, e i suoi muscoli e la sua forza definiscono questa creatura, quindi è come un carro armato". Il supervisore degli effetti visivi Kurt Williams ha immaginato il fisico di Hulk come un linebacker piuttosto che come un bodybuilder. Per il personaggio è stata scelta un'altezza di oltre due metri poiché non volevano che fosse troppo disumano. Per renderlo più espressivo, sono stati creati programmi per computer che controllano l'inflazione dei muscoli e la saturazione del colore della pelle, dal momento che quest'ultimo può essere influenzato dalle emozioni delle persone (ad esempio quando impallidiscono). Gli animatori sentivano che il sangue verde avrebbe reso la sua pelle più scura piuttosto che più chiara, e le tonalità della sua pelle, a seconda dell'illuminazione, sarebbe apparsa color oliva o simile a una "lavagna grigia". Il suo modello di animazione è stato completato senza che la società degli effetti fosse a conoscenza di ciò che gli sarebbe stato richiesto di fare: era realizzato per fare qualunque cosa immaginassero, nel caso in cui il modello dovesse essere utilizzato anche per il film The Avengers. I capelli di media lunghezza di Hulk sono stati modellati sull'arte di Mike Deodato. Inizialmente aveva un taglio a spazzola, ma Leterrier decise che i capelli flosci gli davano più personalità. Leterrier ha citato Un lupo mannaro americano a Londra come ispirazione per la trasformazione di Banner, volendo mostrare quanto sia stato doloroso per lui trasformarsi fisicamente. Come cenno alla serie TV live action, gli occhi di Banner cambiano colore prima di ogni trasformazioni.

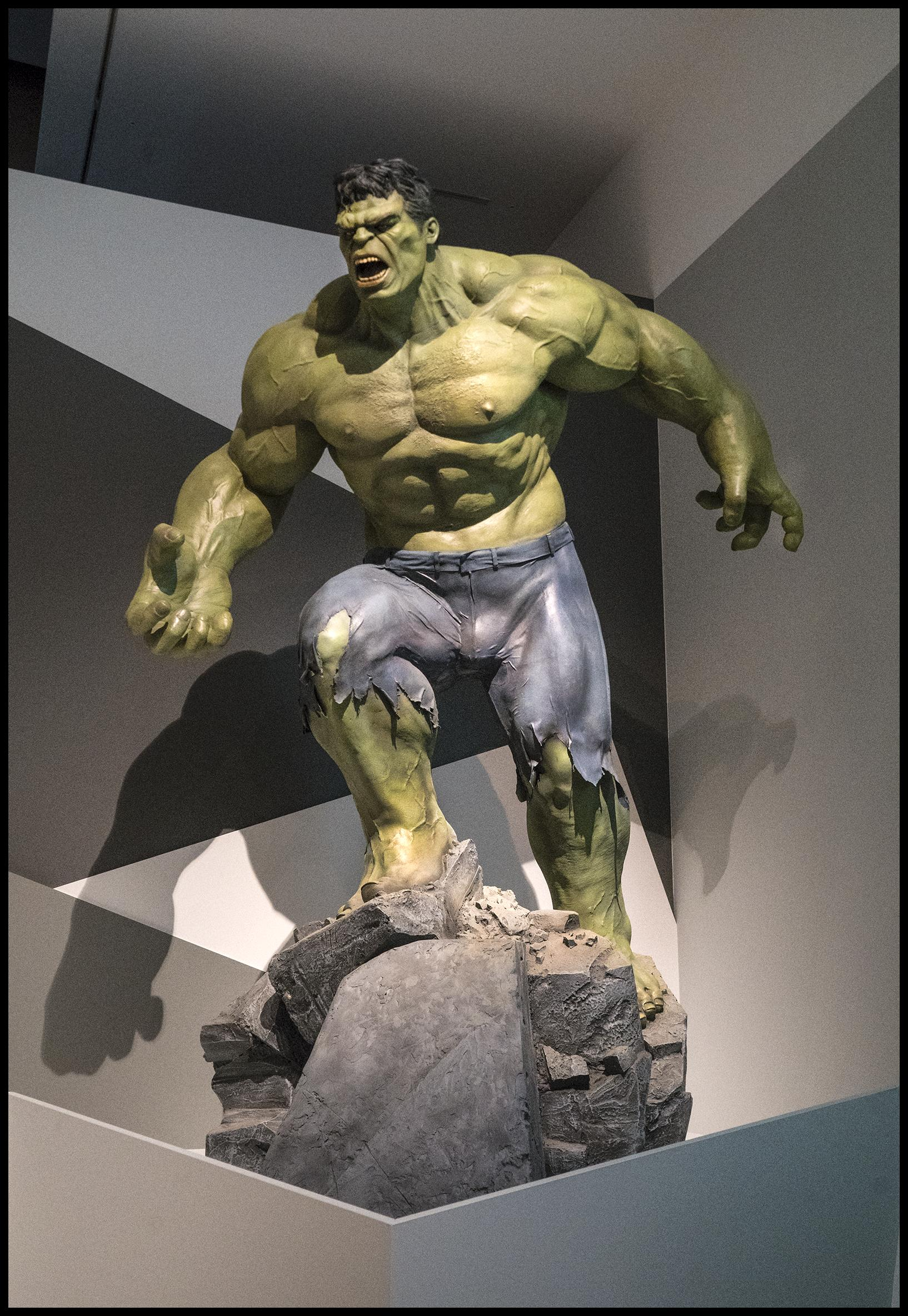
Scultura rappresentante l'Hulk apparso nel film The Avengers e nelle successive pellicole del Marvel Cinematic Universe

The Avengers è stata la prima produzione in cui l'attore che interpreta Banner interpreta anche Hulk. Ruffalo ha detto alla rivista New York: "Sono davvero entusiasta. Nessuno ha mai interpretato Hulk esattamente; hanno sempre usato solo la CGI. Faranno Avatar tramite lo stop-action, stop-motion capture. Quindi in realtà sarò io a interpretare Hulk. Sarà divertente". Il modello 3D utilizzato per creare il corpo di Hulk è stato modellato sul bodybuilder e spogliarellista di Long Island Steve Romm, mentre il volto di Hulk è stato modellato su Ruffalo. Per creare Hulk sullo schermo, Ruffalo si è esibito in una tuta di motion capture sul set con gli altri attori mentre quattro telecamere HD di motion capture (due a corpo intero, due focalizzate sul suo viso) hanno catturato i suoi movimenti del viso e del corpo. La ILM è tornata per creare l'Hulk digitale. Jeff White, supervisore degli effetti visivi di ILM, ha dichiarato: "Volevamo davvero utilizzare tutto ciò che abbiamo sviluppato negli ultimi dieci anni e renderlo un Hulk piuttosto spettacolare. Una delle grandi decisioni di design è stata quella di incorporare Mark Ruffalo nel suo aspetto. Quindi, gran parte di Hulk è basato su Ruffalo e sulla sua interpretazione, non solo in motion capture e sul set, ma anche nei suoi occhi, denti e lingua".
Per Thor: Ragnarok, ILM ha dovuto aggiungere molti più dettagli ai lineamenti del viso del personaggio, a causa dell'aumento dei dialoghi di Hulk. Il supervisore degli effetti visivi della ILM, Chad Wiebe, ha spiegato che nuove espressioni di Ruffalo sono state catturate per il film utilizzando Medusa, una tecnologia di performance capture. Con 90 diverse espressioni catturate, ILM "ha costruito una libreria completamente nuova che avrebbe consentito a [Hulk] di coprire una gamma completa di normali caratteristiche visive umane". Per aiutare a creare Hulk, una persona sul set è stata ricoperta di vernice verde per il corpo e ha replicato i movimenti previsti del personaggio per aiutare gli artisti degli effetti visivi. Inoltre, l'attore stunt Paul Lowe, che è alto meno di 1,5 m, ha sostituito Hemsworth durante alcune delle sue interazioni con Hulk in modo che gli stuntmen di Hulk fossero proporzionalmente corretti. In alcuni casi in cui Thor e Hulk hanno interagito, è stato utilizzato un doppio digitale per Thor, anch'esso creato da ILM, per avere una maggiore flessibilità per le inquadrature. ILM ha lavorato su tutti i momenti di Hulk nel film al di fuori della sequenza di combattimento finale, che è stata completata da Framestore utilizzando le risorse di ILM, dal momento che la Framestore era il principale responsabile del rigging di quella sequenza. Framestore ha completato quasi 460 riprese, che presentavano i doppi digitali di Thor, Hela, Fenris, Korg, Miek, il gigante Surtur alla fine del film e oltre 9.000 edifici per Asgard, basati sulle risorse che D Negative aveva da The Dark World, risultando in oltre 263 personaggi, veicoli, oggetti di scena e piattaforme di folla. Taika Waititi ha anche fornito ulteriori motion capture per Hulk dopo che Ruffalo aveva completato le sue scene.
Per quanto riguarda l'abbigliamento "civile" di Bruce Banner, il suo senso della moda è stato criticato con l'osservazione che "in quasi ogni circostanza, indossa un abito anonimo con una camicia viola abbottonata". Al contrario, l'aspetto del Professor Hulk di Banner in Avengers: Endgame, inclusa la sua inclinazione per i maglioni lavorati a maglia, è stata descritta come "sexy".

## Concezione e sviluppo
Hulk apparve per la prima volta come personaggio dei fumetti in The Incredible Hulk n.1 (nel maggio 1962), scritto da Stan Lee e disegnato e co-realizzato da Jack Kirby e inchiostrato da Paul Reinman. Lee ha citato l'influenza di Frankenstein e del Dr. Jekyll e Mr. Hyde nella creazione di Hulk, mentre Kirby ha ricordato come ispirazione la storia di una madre che salvò suo figlio intrappolato sotto un'auto. Lee diede all'alter ego di Hulk il nome allitterativo "Bruce Banner" perché scoprì di avere meno difficoltà a ricordare i nomi allitterativi. Hulk era inizialmente grigio, ma i problemi di colorazione hanno portato la creatura a diventare verde. Banner e il suo alter ego sono apparsi in una serie TV live-action del 1978 e in un film del 2003 che ha ricevuto recensioni contrastanti, con i Marvel Studios che hanno riguadagnato i diritti di produzione cinematografica per il personaggio nel febbraio 2006.
A metà degli anni 2000, Kevin Feige si rese conto che la Marvel possedeva ancora i diritti sui membri principali dei Vendicatori (Avengers), tra cui Hulk. Feige, un "fanboy" autoproclamato, immaginava di creare un universo condiviso come avevano fatto i creatori Stan Lee e Jack Kirby con i loro fumetti nei primi anni '60. Louis Leterrier, che aveva espresso interesse per la regia di Iron Man, venne chiamato a dirigere un film su Hulk, con la sceneggiatura di Zak Penn destinata a essere un sequel del film del 2003, mantenendo però la storia più vicina ai fumetti e alla serie televisiva del 1978. David Duchovny era a favore del film, e la scelta originale di Leterrier per il ruolo di Banner era Mark Ruffalo. Nell'aprile 2007, Edward Norton venne assunto per interpretare Banner e per riscrivere la sceneggiatura di Penn al fine di prendere le distanze dal film del 2003 e stabilire la propria identità come reboot, anche se non sarebbe stato accreditato per la sceneggiatura. La produttrice Gale Anne Hurd ricordò le interpretazioni dualistiche di Norton nei film Schegge di paura e Fight Club, mentre Norton ricordò a Kevin Feige Bill Bixby, che aveva interpretato Banner nella serie TV del 1978. Lou Ferrigno, interprete di Hulk nella serie con Bixby, osservò che Norton "ha un fisico simile [e una] personalità simile". Norton era un fan di Hulk, citando le prime apparizioni a fumetti, lo show televisivo di Bixby e la serie di Bruce Jones, come le sue rappresentazioni preferite del personaggio. Aveva espresso interesse per il ruolo per il primo film. Inizialmente rifiutò la parte, ricordando che "c'era il fattore istintivo o la parte difensiva di te che indietreggia davanti a quella che sarebbe stata la brutta versione", dal momento che sentiva che il film precedente "si allontanava molto da una storia che era familiare alla gente, [...] che è una storia fugace". Quando ha incontrato Leterrier e la Marvel, gli piacque la loro visione e ritenne che lo stessero cercando per guidare il progetto. Durante il Comic Con di New York del 2008, Leterrier offrì pubblicamente a Lou Ferrigno la possibilità di doppiare Hulk per il film. In origine, l'unica battuta di Hulk era "Betty" alla fine del film, che sarebbe stata la sua prima parola. Leterrier sapeva che i fan volevano che parlasse normalmente e ha aggiunto "lasciami in pace" e "Hulk spacca!". Quest'ultima battuta ha ricevuto applausi durante una proiezione a cui partecipò.

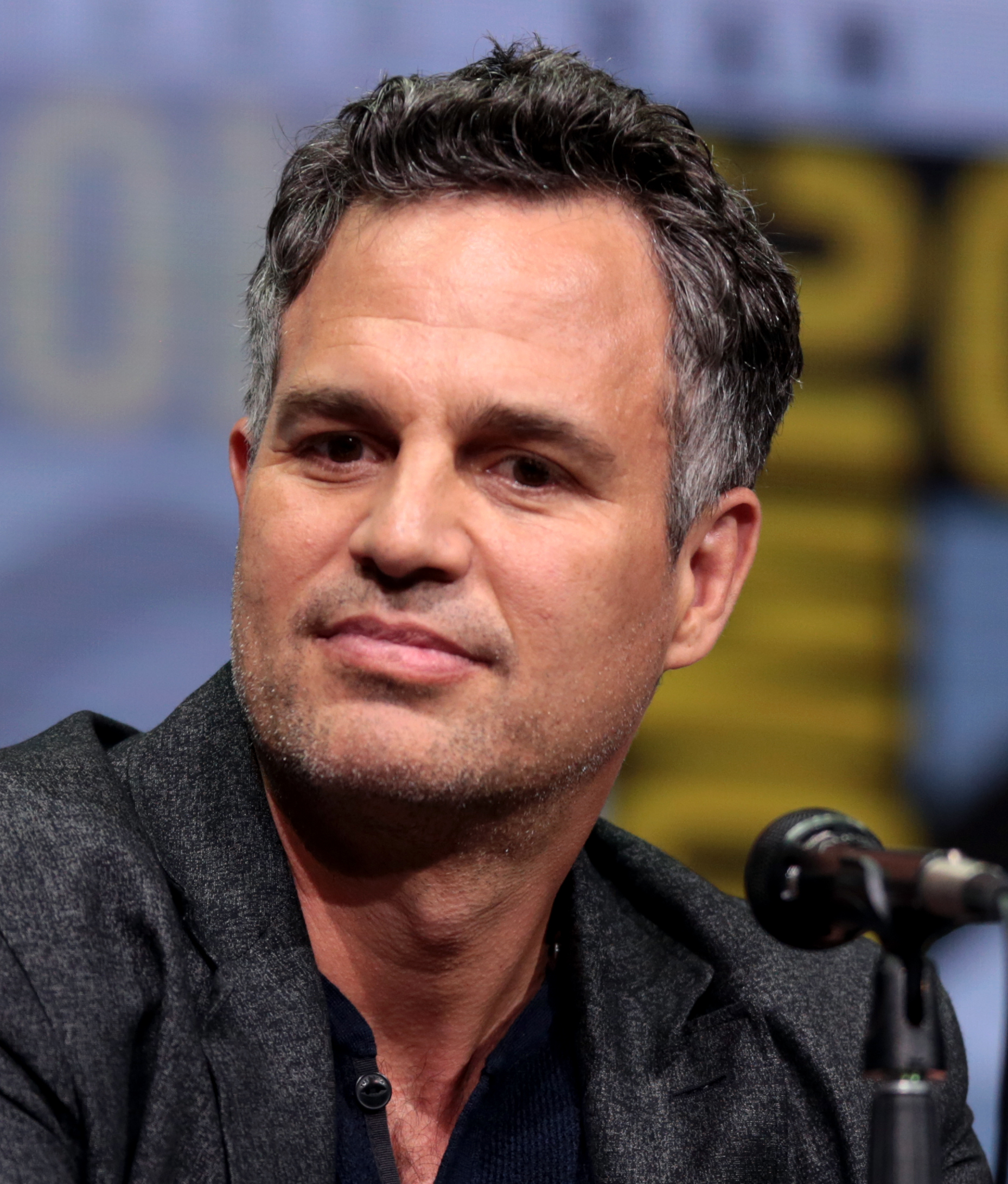
L'attuare interprete del personaggio, Mark Ruffalo, al San Diego Comic-Con del 2017 durante la promozione di Thor: Ragnarok.

Mark Ruffalo ha iniziato il suo ruolo di Banner/Hulk in The Avengers, dopo che Feige ha dichiarato di aver scelto di non far tornare Norton. Da allora, Norton ha affermato che è stata una sua decisione non interpretare più Hulk perché "voleva una maggiore diversità" nella sua carriera, piuttosto che essere associato a un solo personaggio. Screen Rant ha notato che, in parte a causa del cambio di attori, "molti dimenticano che L'incredibile Hulk è persino canonico all'interno del MCU". Nell'aprile 2012, nonostante Ruffalo fosse in trattativa per interpretare Hulk in un sequel, Feige confermò a Collider che la Marvel non aveva in programma in quel momento di girare un altro film sul personaggio. In una sessione di domande e risposte, Feige e Ruffalo confermarono che erano in corso discussioni per produrre un altro film di Hulk per la risposta positiva del pubblico alla performance di Ruffalo in The Avengers. Tuttavia, la Universal mantenne i diritti di distribuzione de L'incredibile Hulk, così come il diritto di prelazione per la distribuzione dei futuri film di Hulk. Nel settembre 2012, Feige, mentre esplorava tutte le possibili opzioni della storia per un film sequel, incluso un film basato sulle trame di Planet Hulk e World War Hulk, ha dichiarato, «tutto [in termini di storie dei fumetti ] è sul tavolo. Penso che Hulk possa portare un film ed essere divertente come lo era in The Avengers? Lo credo. Credo che potrebbe assolutamente. Certamente non ci proveremo nemmeno fino a Avengers 2. Quindi c'è molto tempo per pensarci».
Nel giugno 2014, Ruffalo ha affermato di ritenere che lo studio potesse prendere in considerazione l'idea di realizzare un nuovo film indipendente su Hulk, dicendo: "Penso che, per la prima volta, stiano prendendo in considerazione l'idea. Quando abbiamo realizzato The Avengers è stato praticamente 'No! ', mentre adesso c'è qualche considerazione per questo. Ma non c'è ancora niente di definitivo, nemmeno una versione scheletrica di quello che sarebbe". A luglio, Feige dichiarò che lo studio non stava prendendo in considerazione un film su Planet Hulk in quel momento, perché voleva includere il Banner di Ruffalo nel film. Tuttavia, non escluse una storia che vedesse Hulk e Banner finire nello spazio e spiegò perché un film solista su Hulk non fosse stato realizzato nella Fase Due dell'MCU dicendo: "Dopo il primo Avengers, Iron Man ha avuto il suo film, Thor ha avuto il suo film, Captain America ha avuto il suo film e la Vedova e Fury sono apparsi in The Winter Soldier. Quindi si trattava davvero, francamente, di risparmiare qualcuno in modo che l'unico posto in cui potresti ottenere Hulk tra i film di Avengers fosse il prossimo film degli Avengers, quindi [il regista Joss Whedon] potrebbe continuare a giocarci in [Avengers: Age of Ultron]. Dove andremo dopo, vedremo".
Nell'aprile 2015, Ruffalo ha notato che il fatto che la Universal detenga i diritti di distribuzione dei film di Hulk potrebbe essere un ostacolo al rilascio di un futuro film autonomo su Hulk, ribadendolo nell'ottobre 2015 e nel luglio 2017. Secondo The Hollywood Reporter, una potenziale ragione per cui la Marvel non aveva riacquistato i diritti di distribuzione del film su Hulk come ha fatto con la Paramount Pictures per i film di Iron Man, Thor e Captain America è che la Universal detiene i diritti sulle attrazioni dei parchi tematici di diversi personaggi Marvel che la società madre della Marvel, la Disney, vuole per i propri parchi a tema. Nel dicembre 2015, Ruffalo ha dichiarato che il rapporto teso tra Marvel e Universal sarebbe potuto essere un altro ostacolo al rilascio di un futuro film autonomo su Hulk. Il mese successivo, indicò che la mancanza di un film indipendente su Hulk ha permesso al personaggio di svolgere un ruolo più importante in Thor: Ragnarok , Avengers: Infinity War e Avengers: Endgame, affermando: "Abbiamo lavorato davvero arco interessante in Thor [: Ragnarok], Avengers [: Infinity War] e [Avengers: Endgame] per Banner che penso che, quando tutto sarà concluso, sembrerà un film di Hulk, un film a sé stante".
Charles Pulliam-Moore, scrivendo per Gizmodo, ha detto dei primi film del MCU che "mentre ci sono un certo numero di trame dei fumetti della Marvel che approfondiscono la dualità dell'identità di Banner/Hulk... I film della Marvel hanno dimenticato quella storia a favore dell'impacciato Bruce che se ne esce con balbettii sulla scienza e la distruzione delle cose quando serve". Una differenza specifica rispetto ai fumetti è il coinvolgimento di Banner nella creazione di Ultron e Visione; nei fumetti, Ultron viene creato da un altro membro degli Avengers, Hank Pym, e Visione viene creato esclusivamente da Ultron.
A causa della mancanza di film indipendenti su Hulk, sono poche le trame dei fumetti dedicate al personaggio che sono state trasposte nel MCU; in particolare, la trama di Planet Hulk è stata rielaborata e inserita nel film Thor: Ragnarok: mentre nei fumetti gli Illuminati inviano intenzionalmente Hulk nello spazio per esiliarlo su un altro pianeta a causa della sua natura pericolosa, nei film Hulk lascia la Terra di sua spontanea volontà. Anche l'unione di Banner e Hulk rappresentata in Avengers: Endgame è diversa dalla versione cartacea: in quest'ultima, la fusione tra i due alter ego avviene grazie all'ipnosi dello psichiatra Doc Samson, mentre nei film Banner ottiene l'effetto da solo, attraverso la sperimentazione con le radiazioni gamma.

## Accoglienza
La performance di Norton nei panni di Banner ha ricevuto un'accoglienza generalmente positiva. Recensendo L'incredibile Hulk, Mark Rahner del Seattle Times ha scritto che "Il rilancio del golia verde della Marvel è un miglioramento rispetto al poderoso Hulk del 2003 del regista Ang Lee in quasi tutti gli aspetti, tranne per il fatto che l'attuale Hulk sembra ancora di poco migliore di qualcosa di un videogioco, e parla ancora a malapena". Al contrario, Christy Lemire dell'Associated Press ha ritenuto che "gli inevitabili paragoni con Iron Man, il primo blockbuster dei Marvel Studios quest'estate, serve come un lampante promemoria di ciò che manca a questo Hulk: spirito e cuore. Nonostante la presenza di Edward Norton, attore capace di andare in profondità quanto Robert Downey Jr., non avvertiamo un forte senso del conflitto interiore di Bruce Banner».
L'interpretazione di Mark Ruffalo del dottor Bruce Banner/Hulk in The Avengers è stata ben accolta. Joe Neumaier ha ritenuto che la sua interpretazione fosse superiore al resto del cast; "Ruffalo è la rivelazione, trasformando Banner in un ironico contenitore di calma pronto a diventare un vulcano". Allo stesso modo, Anthony Lane del New Yorker ha proclamato che la recitazione di Ruffalo è uno dei momenti salienti del film, insieme a quella di Downey. Karina Longworth di The Village Voice ha concluso: "Ruffalo rinfresca con successo il mito di Hulk, interpretando Banner come un genio nerd adorabilmente timido che, in contrasto con i fusti pavoneggianti della squadra, sa fare di meglio che attirare l'attenzione su di sé". Travers sostenne che l'attore emanasse un'aura di "calore e umorismo trasandato", mentre Turan affermò che l'attore avesse superato i predecessori Edward Norton ed Eric Bana nell'interpretazione del personaggio. Owen Gleiberman di Entertainment Weekly ha scritto che "la cosa più intelligente che i realizzatori hanno fatto è stata convincere Mark Ruffalo a interpretare Bruce Banner come un uomo così sensibile, in guerra, in ogni momento, con se stesso. (Il film risolve finalmente il problema di Hulk: È molto più divertente a piccole dosi)".

### Riconoscimenti
| Anno | Opera                   | Premio                        | Categoria                                                  | Risultato | Riferimenti |
| ---- | ----------------------- | ----------------------------- | ---------------------------------------------------------- | --------- | ----------- |
| 2008 | L'incredibile Hulk      | National Movie Awards         | Miglior performance maschile                               | Candidato | [ 80 ]      |
| 2008 | L'incredibile Hulk      | Scream Awards                 | Miglior attore in un film fantasy                          | Candidato | [ 81 ]      |
| 2008 | L'incredibile Hulk      | Scream Awards                 | Miglior supereroe                                          | Candidato | [ 81 ]      |
| 2012 | The Avengers            | Teen Choice Awards            | Miglior attore/attrice hissy fit                           | Candidato | [ 82 ]      |
| 2013 | The Avengers            | Visual Effects Society Awards | Miglior personaggio animato in una performance live action | Candidato | [ 83 ]      |
| 2013 | The Avengers            | MTV Movie Awards              | Miglior coppia                                             | Candidato | [ 84 ]      |
| 2013 | The Avengers            | MTV Movie Awards              | Miglior combattimento                                      | Vincitore | [ 84 ]      |
| 2013 | The Avengers            | MTV Movie Awards              | Miglior eroe                                               | Candidato | [ 84 ]      |
| 2016 | Avengers: Age of Ultron | Annie Awards                  | Miglior animazione dei personaggi in un film live-action   | Candidato | [ 85 ]      |
| 2016 | Avengers: Age of Ultron | MTV Movie Awards              | Miglior combattimento                                      | Candidato | [ 86 ]      |
| 2018 | Thor: Ragnarok          | MTV Movie & TV Awards         | Miglior combattimento                                      | Candidato | [ 87 ]      |
|      |                         | Teen Choice Awards            | Miglior attore in un film sci-fi                           | Candidato | [ 88 ]      |
|      | Avengers: Infinity War  | Teen Choice Awards            | Miglior attore/attrice hissy fit                           | Candidato | [ 88 ]      |